# Herbert Collett
Herbert Brayley Collett (12 de noviembre de 1877 – 15 de agosto de 1947) fue un político, bibliotecario y militar australiano.
Collett nació en Saint Peter Port, Guernsey y llegó con su familia a Australia Occidental en octubre de 1884. Fue educado en la Perth Grammar School y se convirtió en bibliotecario en la Biblioteca Estatal de Victoria en 1891. Se casó con Anne Whitfield en abril de 1904.
Collett se unió a los Voluntarios Metropolitanos del Rifle a la edad de 16 años y obtuvo el mando del 11.º Regimiento de Infantería Australiano como teniente coronel en 1908. Con el estallido de la Primera Guerra Mundial comandó el 28.º Batallón de la Fuerza Imperial Australiana desde el 23 de abril de 1915 y sirvió en Gallipoli, en Egipto y Sinaí y en Francia. El 29 de julio de 1916, fue herido en la Batalla de Pozières. Volvió a la acción el 12 de octubre de 1917 en la Primera Batalla de Passchendaele. Fue ascendido a coronel en junio de 1918 y dado de baja en septiembre de 1919. Fue mencionado en los despachos y fue nombrado Compañero de la Orden de Servicio Distinguido en 1916, Compañero de la Orden de San Miguel y San Jorge en 1919 y fue ascendido a coronel brevet.
Collett fue secretario general adjunto de la biblioteca, museo y galería de arte de Perth de 1915 a 1933, así como presidente de la rama de Australia Occidental de la Liga Imperial de Marineros y Soldados Retornados de 1925 a 1933.

## Carrera política
En abril de 1933, Collett fue nombrado para llenar una vacante casual en el Senado australiano, representando al Partido Australia Unida. En el parlamento estaba particularmente preocupado por asuntos militares y beneficios para exmilitares y fue ministro a cargo de Hogares de Servicio de Guerra desde abril de 1939 hasta junio de 1941, cuando fue nombrado ministro de Repatriación hasta la caída del gobierno de Fadden en octubre de 1941. También fue vicepresidente del Consejo Ejecutivo y ministro a cargo de la Investigación Científica e Industrial de agosto a octubre de 1940. Fue derrotado en las elecciones de 1946, completando su mandato en el Senado en julio de 1947. Poco después murió de una enfermedad cardíaca, dejando esposa y dos hijos.

## Distinciones
- Compañero de la Orden de San Miguel y San Jorge Companion of the Order of St Michael and St George (CMG), 1919[5]
- Orden del Servicio Distinguido Distinguished Service Order (DSO), 1916[6]
- Condecoración de Oficiales de las Fuerzas Auxiliares Coloniales Colonial Auxiliary Forces Officers' Decoration (VD)

## Cargos
| Cargos políticos          | |                        |
| cargo creado              | Ministro sin cartera de administración Hogares de servicio de guerra Ministro a cargo de los Hogares de Servicio de Guerra 1939–1941 | cargo abolido          |
| Predecesor: Henry Gullett | Vicepresidente del Consejo Ejecutivo 14 de agosto de 1940 28 de octubre de 1940                                                      | Sucesor: George McLeay |
| Predecesor: Henry Gullett | Ministro en cargo de Investigaciones Científicas e Industriales 1940                                                                 | Sucesor: Harold Holt   |
| Predecesor: George McLeay | Ministro de Repatriaciones 28 de junio de 1941 7 de octubre de 1941                                                                  | Sucesor: Charles Frost |